# 호르헤 토레스 닐로
호르헤 엠마누엘 토레스 닐로(스페인어: Jorge Emmanuel Torres Nilo, 1988년 1월 16일 ~ )는 멕시코 태생의 축구 선수이다.